# Ga Jangji
Ga Jangji (Tiếng Hàn: 장지역, Hanja: 長旨驛) là ga tàu điện ngầm trên Tàu điện ngầm Seoul tuyến 8 ở Jangji-dong, Songpa-gu, Seoul, Hàn Quốc.

## Lịch sử
- 23 tháng 11 năm 1996: Bắt đầu hoạt động với việc khai trương đoạn Jamsil ~ Moran của Tàu điện ngầm Seoul tuyến 8.

## Bố trí ga
| Munjeong ↑ |
| \| N/B     |
| ↓ Bokjeong |

| Hướng Bắc | ● Tuyến 8 | ← Hướng đi Munjeong · Chợ Garak · Jamsil · Byeollae           |
| Hướng Nam | ● Tuyến 8 | → Hướng đi Bokjeong · Namhansanseong · Dandaeogeori · Moran → |

## Xung quanh nhà ga
| Lối ra \| 나가는 곳 \| Exit \| 出口 | Lối ra \| 나가는 곳 \| Exit \| 出口 |
| ----------------------------------- | --- |
| 1                                   | Jangji-dong · Trung tâm cộng đồng Jangji-dong Hướng tới Jamsil Trường tiểu học Munhyeon Trường Giáo dục Hàn Quốc Geonyoung APT Trường trung học cơ sở và trung học phổ thông Munhyeon Khu phức hợp Songpa Fine Town 1~4 Thư viện Songpa Geulmaru |
| 2                                   | Khu phức hợp Songpa Fine Town 5~13 iKorea Cơ quan Quản lý Chất lượng Sản phẩm Nông nghiệp Quốc gia Văn phòng Seoul |
| 3                                   | Cầu Jangji Hướng đi Seongnam Hướng tới ngã tư Bokjeong NC Department Store Chi nhánh Songpa |
| 4                                   | Munjeong 2-dong · Garden5 Park Habio Tổng công ty quản lý cơ sở vật chất Songpa-gu Hyundai City Mall chi nhánh Garden 5 Hướng đi Tòa án quận phía Đông Seoul · Văn phòng công tố quận phía Đông Seoul                                            |

## Hình ảnh

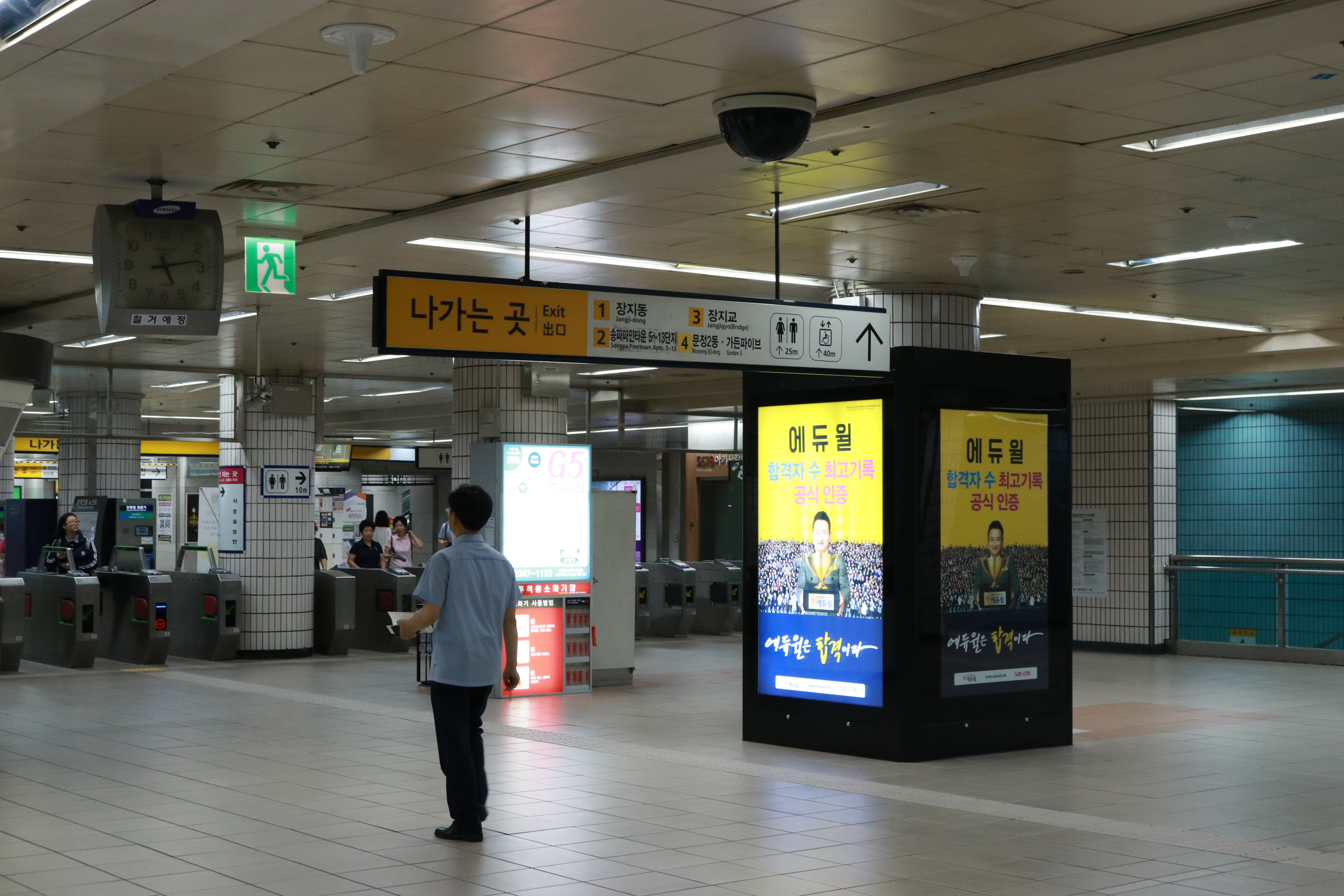
Sảnh chờ
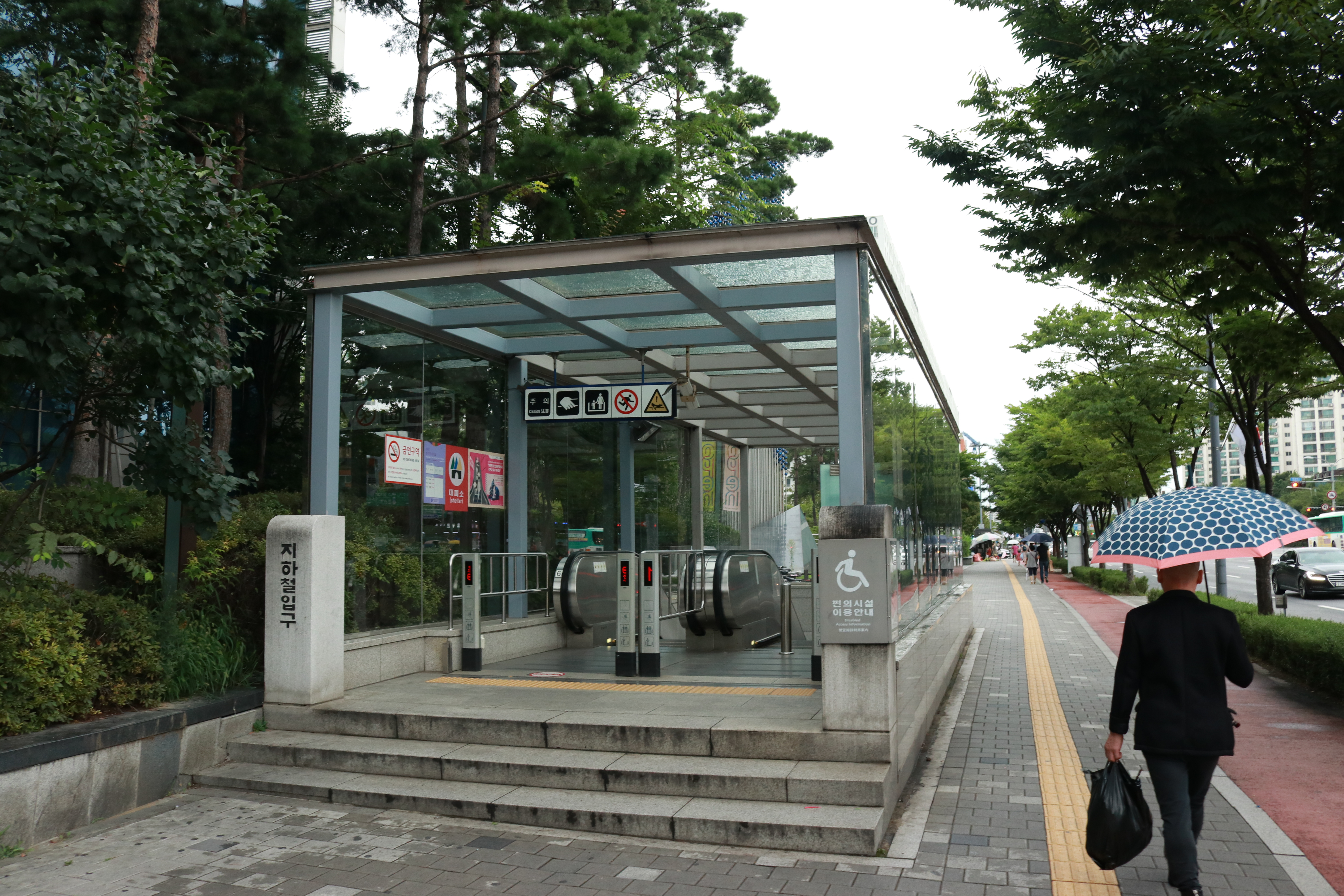
Lối ra số 3